# Natica seychellium
Natica seychellium R. B. Watson, 1886 è una specie di lumaca di mare predatore, un mollusco gasteropode marino della famiglia Naticidae, le lumache della luna.